# حیوان بزرگ
حیوان بزرگ (لهستانی: Duże zwierzę) یک فیلم فیلم درام به کارگردانی یرژی اشتور است که در سال ۲۰۰۰ منتشر شد. از بازیگران آن می‌توان به آنا دیمنا و یرژی اشتور اشاره کرد.

## داستان
«حیوان بزرگ» ساخته یژی اشتور محصول سال ۲۰۰۰ است که ۷۳ داستان دراماتیک از زندگی یک شتر را روایت می‌کند. این فیلم داستان شگفت‌آور شتری که از سیرک جا مانده را تعریف می‌کند که به خانه زوجی جوان وارد می‌شود. زن خانه در ابتدا از ورود غیرمنتظره حیوان سردرگم می‌شود اما همسرش بلافاصله آن را به عنوان حیوان خانگی می‌پذیرد. در حالی‌که مرد با همراه تازه خود در دهکده راه می‌روند مردم از دیدن آن‌ها تعجب می‌کنند و…